# 오네시모
오네시모 또는 오네시모스(고대 그리스어: Ὀνήσιμος)는 신약성경 중 빌레몬서에 나오는 빌레몬의 노예로 간주되는 인물로, 바울을 만난 후 개종한 인물이다. 안티오케이아의 이그나티오스가 에페소스의 동방교회 주교로 언급한 인물과 동일인물로 여겨진다. 이 전승을 사실로 간주할 시 서기 90년대에 사망한 것으로 추정한다.

## 성경
오네시모라는 이름은 골로새서 4장과 빌레몬서에서 등장한다. 골로새서 4장 9절에서는 두기고의 동역자로 소개될 뿐이다. 이후 빌레몬서에서 중심적으로 다뤄진다.
사도 바울로가 쓴 서신인 빌레몬서에서 오네시모는 빌레몬으로부터 도망친 노예인 것처럼 묘사된다. 그러나 이런 전통적인 견해에 반대하는 현대의 학자들도 있다. 오네시모는 도둑질로 인해 바울과 같은 감옥에 갇혀 만나게 된 것으로 여겨진다. 빌레몬서에서는 바울로가 전에 개종시킨 빌레몬에게 오네시모의 죄를 용서하고 화해하라는 내용을 적는다.

## 전승
오네시모는 일반적으로 에페소스에서 디모테오의 뒤를 이어 대주교가 된 인물과 동일인물로 여겨지나, 모두가 여기 동의하는것은 아니다. 오네시모는 도미티아누스나 트라야누스 황제에 의해 박해를 받은 것으로 여겨지는데, 이 경우 기원후 68년에 죽었다는 묘사와 대치된다.